# El Pont de Vilomara
|  | Vegeu pont gòtic de Vilomara pel pont i el Pont de Vilomara i Rocafort pel municipi. |

El Pont de Vilomara és un poble del Bages repartit entre els municipis del Pont de Vilomara i Rocafort (la part majoritària) i Manresa.

## El Pont de Vilomara, cap de municipi
La part pertanyent al Pont de Vilomara i Rocafort actua com a cap del municipi, i està situada a l'extrem sud-occidental del terme, al marge esquerre del Llobregat, al costat del pont medieval que es va construir en el camí ral de Manresa a Barcelona. El Pont de Vilomara està comunicat mitjançant carreteres locals amb Manresa (BV-1225), Rocafort de Bages (BV-1224) i Sant Vicenç de Castellet (BV-1229). El 2005 tenia 3.099 habitants.
Al sud del poble hi ha la urbanització del Marquet, amb l'església romànica de Santa Maria de Matadars.
Si bé el nucli principal del municipi havia estat tradicionalment el petit poble de Rocafort, al final del segle xix es van començar a construir al Pont de Vilomara diverses fàbriques tèxtils que van fer engrandir la població, primer amb contingents provinents de la comarca i després d'immigracions espanyoles, que van fer que el Pont acabés exercint com a cap del municipi. Com a la resta de poblacions regades pel Llobregat, aquestes fàbriques han patit crisis freqüents fins a arribar a tancar als anys 80 i 90 del segle xx. De fa poc, la indústria local s'ha vist ampliada amb uns notables centres de recuperació i reciclatge de piles i aparells domèstics.
La festa major és el 15 de maig.

### Llocs d'interès
- El pont sobre el Llobregat, obra de tradició romànica, situada a l'antiga carretera de Barcelona a Manresa, amb una longitud de 130 metres.
- L'església parroquial de la Mare de Déu de la Divina Gràcia, d'estil neogòtic, situada a la plaça Major.
- L'ermita preromànica de Santa Maria de Matadars, situada a la carretera de Sant Vicenç de Castellet, de mitjan segle x.
- L'ermita romànica de Santa Magdalena del Pla, situada al recinte del cementiri del Pont de Vilomara, de mitjan segle xii.[4]

## El Pont de Vilomara, entitat de població de Manresa
A l'altra banda del Llobregat (al marge dret), sota el turó de Sant Jeroni, hi ha un petit raval de cases pertanyents al municipi de Manresa, amb 46 habitants segons el cens del 2005. També és conegut com el Raval de Manresa o el Raval del Pont.

## Transports
Disposa d'un servei de taxi per a tota la població, les 24 hores del dia.